# قرية كابوت (فيرمونت)
قرية كابوت (بالإنجليزية: Cabot (village), Vermont)‏ هي قرية تقع في الولايات المتحدة في كابوت (أركنساس). يقدر عدد سكانها بـ 233 نسمة ومساحتها 2.9 كم2 وترتفع عن سطح البحر 323 متر.

## التركيبة السكانية
حدّد مكتب تعداد الولايات المتحدة بيانات التركيبة السكانية لقرية كابوت في تعداد الولايات المتحدة. في ما يلي، التركيبة السكانية حسب تعدادي 2000 و2010.

### تعداد عام 2000
بلغ عدد سكان قرية كابوت 239 نسمة بحسب تعداد عام 2000، وبلغ عدد الأسر 91 أسرة وعدد العائلات 66 عائلة مقيمة في القرية. في حين سجلت الكثافة السكانية 82.4 نسمة لكل كيلومتر مربع (213.4/ميل2). وبلغ عدد الوحدات السكنية 95 وحدة بمتوسط كثافة قدره 32.8 لكل كيلومتر مربع (85.0/ميل2).
وتوزع التركيب العرقي للقرية بنسبة 92.47% من البيض و0.42% من الأمريكيين الأفارقة و0.84% من الأعراق الأخرى و6.28% من عرقين مختلطين أو أكثر و0.42% من الهسبانيون أو اللاتينيون من أي عرق.
بلغ عدد الأسر 91 أسرة كانت نسبة 40.7% منها لديها أطفال تحت سن الثامنة عشر تعيش معهم، وبلغت نسبة الأزواج القاطنين مع بعضهم البعض 52.7% من أصل المجموع الكلي للأسر، ونسبة 16.5% من الأسر كان لديها معيلات من الإناث دون وجود شريك، بينما كانت نسبة 3.3% من الأسر لديها معيلون من الذكور دون وجود شريكة وكانت نسبة 27.5% من غير العائلات. تألفت نسبة 25.3% من أصل جميع الأسر من عدة أفراد يعيشون في نفس المنزل ونسبة 5.5% كانت تتألف من شخص يعيش بمفرده يبلغ من العمر 65 عاماً أو أكثر. وبلغ متوسط حجم الأسرة المعيشية 2.63، أما متوسط حجم العائلات فبلغ 3.05.
بلغ العمر الوسطي للسكان 34.6 عاماً. وكانت نسبة 32.2% من القاطنين تحت سن الثامنة عشر، وكانت نسبة 6.7% بين الثامنة عشر والرابعة والعشرين عاماً، ونسبة 30.1% كانت واقعةً في الفئة العمرية ما بين الخامسة والعشرين والرابعة والأربعين عاماً، ونسبة 20.5% كانت ما بين الخامسة والأربعين والرابعة والستين، ونسبة 10.5% كانت ضمن فئة الخامسة والستين عاماً فما فوق. يوجد لكل 100 أنثى 94.3 ذكر، ويوجد لكل 100 أنثى في الثامنة عشر من عمرها فما فوق 90.6 ذكر.
بلغ متوسط دخل الأسرة في القرية 45,417 دولارًا، أما متوسط دخل العائلة فبلغ 54,583 دولارًا. وكان متوسط دخل الذكور 35,625 دولارًا مقابل 25,625 دولارًا للإناث. وسجل دخل الفرد الخاص بالقرية 18,411 دولارًا. وكانت نسبة 1.6% من العائلات ونسبة 4.9% من السكان تحت خط الفقر، وكان من هؤلاء نسبة 7.3% تحت سن الثامنة عشر ونسبة 0% في الخامسة والستين من العمر وما فوق.

### تعداد عام 2010
بلغ عدد سكان قرية كابوت 233 نسمة بحسب تعداد عام 2010، وبلغ عدد الأسر 96 أسرة وعدد العائلات 62 عائلة مقيمة في القرية. في حين سجلت الكثافة السكانية 80.3 نسمة لكل كيلومتر مربع (208.0/ميل2). وبلغ عدد الوحدات السكنية 115 وحدة بمتوسط كثافة قدره 39.7 لكل كيلومتر مربع (102.8/ميل2).
وتوزع التركيب العرقي للقرية بنسبة 95.71% من البيض و0.43% من الأمريكيين الأصليين و0.43% من الأمريكيين ذوي الأصول الآسيوية و3.43% من عرقين مختلطين أو أكثر و0.43% من الهسبانيون أو اللاتينيون من أي عرق.
بلغ عدد الأسر 96 أسرة كانت نسبة 34.4% منها لديها أطفال تحت سن الثامنة عشر تعيش معهم، وبلغت نسبة الأزواج القاطنين مع بعضهم البعض 46.9% من أصل المجموع الكلي للأسر، ونسبة 10.4% من الأسر كان لديها معيلات من الإناث دون وجود شريك، بينما كانت نسبة 7.3% من الأسر لديها معيلون من الذكور دون وجود شريكة وكانت نسبة 35.4% من غير العائلات. تألفت نسبة 29.2% من أصل جميع الأسر من عدة أفراد يعيشون في نفس المنزل ونسبة 16.7% كانت تتألف من شخص يعيش بمفرده يبلغ من العمر 65 عاماً أو أكثر. وبلغ متوسط حجم الأسرة المعيشية 2.43، أما متوسط حجم العائلات فبلغ 2.98.
بلغ العمر الوسطي للسكان 39.4 عاماً. وكانت نسبة 26.2% من القاطنين تحت سن الثامنة عشر، وكانت نسبة 7.7% بين الثامنة عشر والرابعة والعشرين عاماً، ونسبة 24.9% كانت واقعةً في الفئة العمرية ما بين الخامسة والعشرين والرابعة والأربعين عاماً، ونسبة 28.8% كانت ما بين الخامسة والأربعين والرابعة والستين، ونسبة 12.4% كانت ضمن فئة الخامسة والستين عاماً فما فوق. وتوزع التركيب الجنسي للسكان بنسبة 48.1% ذكور و51.9% إناث.